# Hosackia pinnata
Hosackia pinnata là một loài thực vật có hoa trong họ Đậu. Loài này được (Hook.) Abrams mô tả khoa học đầu tiên.